# 曹鼎 (正統進士)
曹⿱日鼎（1423年—？），字萬鎰，北直隸真定府趙州寧晉縣人，軍籍，明朝政治人物。

## 生平
順天鄉試第六十四名舉人，正統十三年（1448年）中式戊辰科會試第六十三名，二甲第二名進士。選庶吉士，授工科給事中。土木之變時，曹鼐殉難。明英宗在發動奪門之變後，授曹鼎為吏科都給事中。天順六年（1462年）升廣西平樂府同知。

## 家族
曾祖曹克柔。祖父曹庭訓，贈吏部左侍郎兼翰林院學士。父曹祉，贈吏部左侍郎兼翰林院學士。母吳氏，前母孟氏、薛氏。兄曹鼎、曹鼐、曹鼒，弟曹鼏。娶韓氏。